# São João da Pesqueira e Várzea de Trevões
São João da Pesqueira e Várzea de Trevões (oficialmente: União das Freguesias de São João da Pesqueira e Várzea de Trevões) é uma freguesia portuguesa do município de São João da Pesqueira, com 53,27 km² de área e 2273 habitantes (censo de 2021). A sua densidade populacional é 42,7 hab./km².

## História
Foi criada aquando da reorganização administrativa de 2012/13,  resultando da agregação das antigas freguesias de São João da Pesqueira e Várzea de Trevões.

## Demografia
A população registada nos censos foi:
| Distribuição da População por Grupos Etários | Distribuição da População por Grupos Etários | Distribuição da População por Grupos Etários | Distribuição da População por Grupos Etários | Distribuição da População por Grupos Etários | Distribuição da População por Grupos Etários |
| -------------------------------------------- | -------------------------------------------- | -------------------------------------------- | -------------------------------------------- | -------------------------------------------- | -------------------------------------------- |
| Antes da agregação                           |                                              |                                              |                                              |                                              |                                              |
| Ano                                          | 0-14 anos                                    | 15-24 anos                                   | 25-64 anos                                   | >= 65 anos                                   | Total                                        |
| 2001                                         | 436                                          | 361                                          | 1120                                         | 309                                          | 2226                                         |
| 2011                                         | 395                                          | 331                                          | 1287                                         | 367                                          | 2380                                         |
| Após a agregação                             |                                              |                                              |                                              |                                              |                                              |
| Ano                                          | 0-14 anos                                    | 15-24 anos                                   | 25-64 anos                                   | >= 65 anos                                   | Total                                        |
| 2021                                         | 285                                          | 270                                          | 1257                                         | 461                                          | 2273                                         |